# 雷伊泰灣海戰
雷伊泰灣海戰（英語：Battle of Leyte Gulf），是第二次世界大战太平洋战争從1944年10月20日至10月26日期間，美國、澳大利亞與日本之間爆發的海戰，戰役地點位於菲律賓雷伊泰島附近。當時日本海軍全力攔阻美軍奪回菲律賓以及保護南洋戰略資源。以兩軍投入戰場的軍艦總噸位而言，雷伊泰灣海戰是歷史上最大的海戰，也是世界上最後一次航母對戰和戰艦海戰。海戰時間自1944年10月20日持續至10月26日的6日之内，日軍與盟軍投入船艦總噸位超過200萬噸，其中盟軍艦隊多達133萬噸，日本海軍達73萬噸。雙方合计21艘航空母艦、21艘戰艦、170艘驅逐艦與近2,000架軍機，總計超過20萬名戰鬥人員參與戰事。
日本在馬里亞纳海戰戰役失利後，已喪失塞班岛、馬里亞納群島等防線，雖居劣勢，但若是再失去菲律宾或台灣，帝國「南線」資源運輸將斷絕，東南亞與本土的維繫將被切斷。日軍因此决定孤注一擲，企圖擊退盟軍部隊在雷伊泰島登陸的計劃，並打敗其進攻的海上力量，守住要道。而盟軍在經過許多的考慮下，放棄原先攻打台灣的計畫，改從菲律賓登陸，並决心以優勢軍力一舉擊潰前來支持的日本帝國海軍。
结果如所預料，數量上遠居於劣勢的日本海軍聯合艦隊戰敗。巡洋艦以上重型軍艦13艘被擊沉，日本在菲律賓一帶海上、陸基等航空力量被消滅殆盡，嚴重打擊日本全局的實力，從此日本海軍在太平洋戰爭中，不再具備戰略力量，此戰役也為後來美軍成功攻下菲律賓群島、沖繩島等地打下基礎。由於戰局無望，日本此役第一次有組織地發動神風特攻隊自殺攻擊，1944年10月21日澳洲皇家海軍所屬巡洋艦澳大利亞號被重創，似乎顯示特攻取得了一些效果。然而無法阻止美軍，美軍於1944年10月20日登陸雷伊泰島，麥克亞瑟將軍10月25日在該島設立了司令部。

## 战略背景
1943年的战势迫使日本军放弃其在所罗门群岛的基地。1944年盟军在一系列登陆行动中占领了马里亚纳群岛，突破了日军在太平洋的内防御圈，日军在同年6月的菲律宾海战中航母舰队被重创，航空兵力损失殆尽，残余航母舰队退回日本本土，盟军在西太平洋获得空中和海上的优势。
此时盟军开始考虑他们的下一步。海军上将尼米兹建议进攻台湾，将日军阻挡在菲律宾：这样盟军可以控制联系日本和南亚的海路，切断日本与它南亚的驻军的联系，使日本在南亚的驻军得不到补给。道格拉斯·麦克阿瑟将军主张在菲律宾登陆：菲律宾也位于日本的联系线上，将菲律宾輸给日本对美国来说是一个丢脸的事，而且麦克阿瑟1942年逃离菲律宾时曾经发誓重返故地。最后罗斯福总统决定在菲律宾登陆。
日方对盟军的盤算也很清楚。戰役當時的聯合艦隊司令長官丰田副武大將制定了四个方案：
捷1号作战方案是针对菲律宾的重大海军作战方案，
捷2号作战方案是针对台湾的作战方案，
捷3号和捷4号作战方案分别是针对琉球群岛和千岛群岛的作战计畫。
所有四个计畫都是孤注一掷的、复杂的和大胆的行动计畫，它们将日本所有的力量都投入一次决定性战役。
美国海军进攻菲律宾的登陆点在雷伊泰岛。托马斯·金凯德海军中将的第七舰队的战列舰以及护航航空母舰用于支援登陆部队，威廉·哈尔西海军上将所率第三舰队的第38航空母舰特遣舰队用于掩护两栖作战并寻歼日本舰队。
1944年10月12日尼米兹的航母对台湾进行了一次空袭，確保那里的飞机无法介入在雷伊泰岛的登陆；日本因此开始执行捷2号作战方案。一波又一波的飞机投入对美軍航空母艦的战斗，在此后3天中日軍损失了600架飞机，这几乎是它大部分的空中力量，使得她的海军基本上丧失了空中掩护。当美军展開对菲律宾的进攻後，日本海军才转入捷1号方案。
按捷1号作战方案，小泽治三郎中将的机动部队使用缺乏航空兵力的航空母艦，从北面将美軍第三舰队主力从其应该保护的登陆地區引走。美軍登陆兵力在丧失其空中掩护后，將受到从南洋开入的三支日軍舰队的打击：驻紮在汶莱的栗田健男中将率领第二舰队进入雷伊泰湾消灭盟军登陆力量、西村祥治中将和志摩清英中将的舰队组成第五舰队作为游击兵力。这三支作為攻擊舰队，没有航空母艦和潜艦，完全由水面舰只组成。
显然这个计畫的结果是这四支舰队中，因為直接面對美軍主力直到不能戰鬥，代表至少一支要被牺牲。战後丰田副武对美国调查者是这样解释作戰計畫的：
「假如我们丧失菲律宾，而舰队倖存下来，那么我们南北之间的海道就被割断了。假如舰队待在日本领海的话，那么它得不到燃料补给。假如它待在南海的话，那么它就得不到武器弹药的补给。因此假如我们失去菲律宾的话，那么保存这支舰队也没有意义了。」

## 战役概况

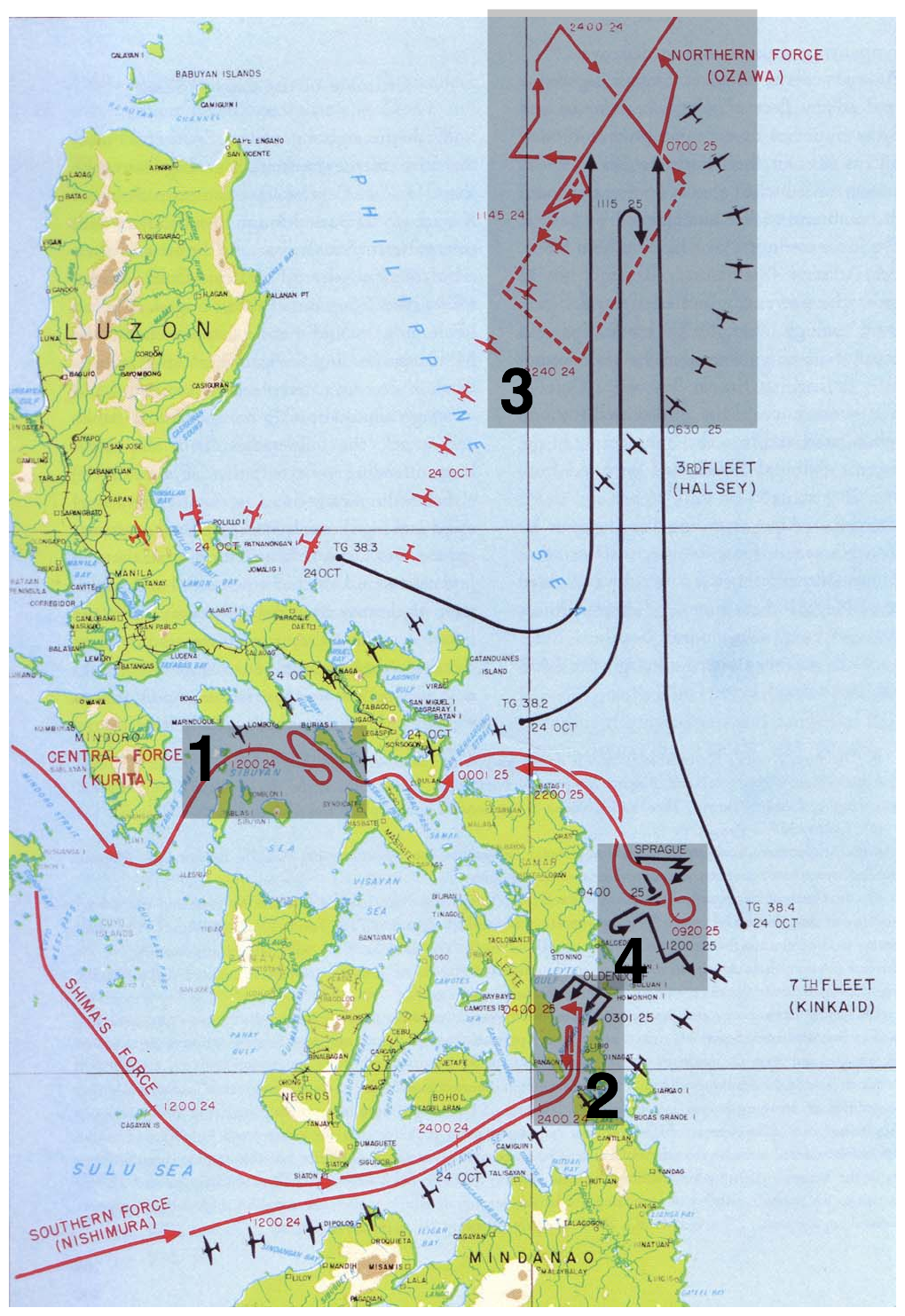
雷伊泰灣海戰4個戰區的圖示，紅色代表日軍，黑色代表美軍

1944年10月20日，美军一支两栖部队进攻菲律宾群岛中部的雷伊泰岛，此乃雷伊泰湾战役的开始。同一天，日军一支部队从雷伊泰岛东南部进入阵地，美军第七舰队的潜水艇发现日军第一攻击部队。
1. 栗田的舰队于10月24日进入雷伊泰岛西北的锡布延海。在锡布延海海战中遭到美国航空母舰的攻击，武藏号战列舰被击沉。栗田掉头撤退，美軍飞行员以为他就此退出战场，但晚间他再次掉头进入圣贝纳迪诺海峡，并順利于清晨来到萨马岛。
2. 西村中将的舰队于10月25日清晨三点进入苏里高海峡正好撞到美军的作战舰队。在苏里高海峡突破的海战中，不顧猛烈砲火前進，導致扶桑号和山城号被击沉，西村战死。此時志摩的遊擊艦隊才姍姍前來，他因為明白突破無望，率領艦隊向西撤退，加上栗田的舰队已經從北方過來。
3. 海爾賽上将接到小泽的航空母舰舰队到达的消息后，于10月25日派他的航空母舰追击，在恩加尼奥角海战中击沉四艘日本航空母舰，小泽剩余的舰队逃回日本（小泽的任务本身就是吸引美军注意力，将第34特遣舰队从莱特湾引走，显然成功了）。
4. 栗田的舰队于10月25日清晨六时到达萨马岛。此时海爾賽正在追击小泽，在栗田的舰队和美国的登陆舰队之间，只有六艘美国护航航空母舰和它们的驱逐舰。在萨马岛海战中，美国驱逐舰对日军进行了顽强的鱼雷攻击，並在缺少空中支援的情况下猛烈反击日軍艦隊，加上天气的不利，致使栗田誤以为他面對的是美军主力艦隊，因此他不久就决定撤出战场，這導致與西村中将的舰队合力和美軍決戰的計畫徹底泡湯。

整場海战可以分为四个不同的部分。

## 战斗详情

### 锡布延海战
栗田最强大的“中心舰队”由大和、武藏、长门、金刚和榛名五艘战列舰组成，加上12艘巡洋舰和13艘驱逐舰。栗田的舰队企图突破圣贝纳迪诺海峡，攻击雷伊泰湾内的登陆舰队。
1944年10月23日子夜后，栗田的舰队经过巴拉望岛水域，他的舰队被美軍潜艇镖鲈号和鲦鱼号发现。虽然两艘美軍潜艇回報他们发现这支日軍舰队的电讯已被大和號上的电报员截獲，但日軍舰队卻没有采取反潜行动。結果美軍先發制人，镖鲈号发射鱼雷击沉了栗田的旗舰爱宕号重巡洋舰，鲦鱼号击沉摩耶号重巡洋舰。高雄号重巡洋舰被鱼雷击中，在两艘驱逐舰的保护下返回汶莱；美軍潜艇尾随着它，不過在10月24日由于镖鲈号搁浅而被迫放弃追擊。在这之后，栗田将他的旗舰转移到大和号上，繼續前進。

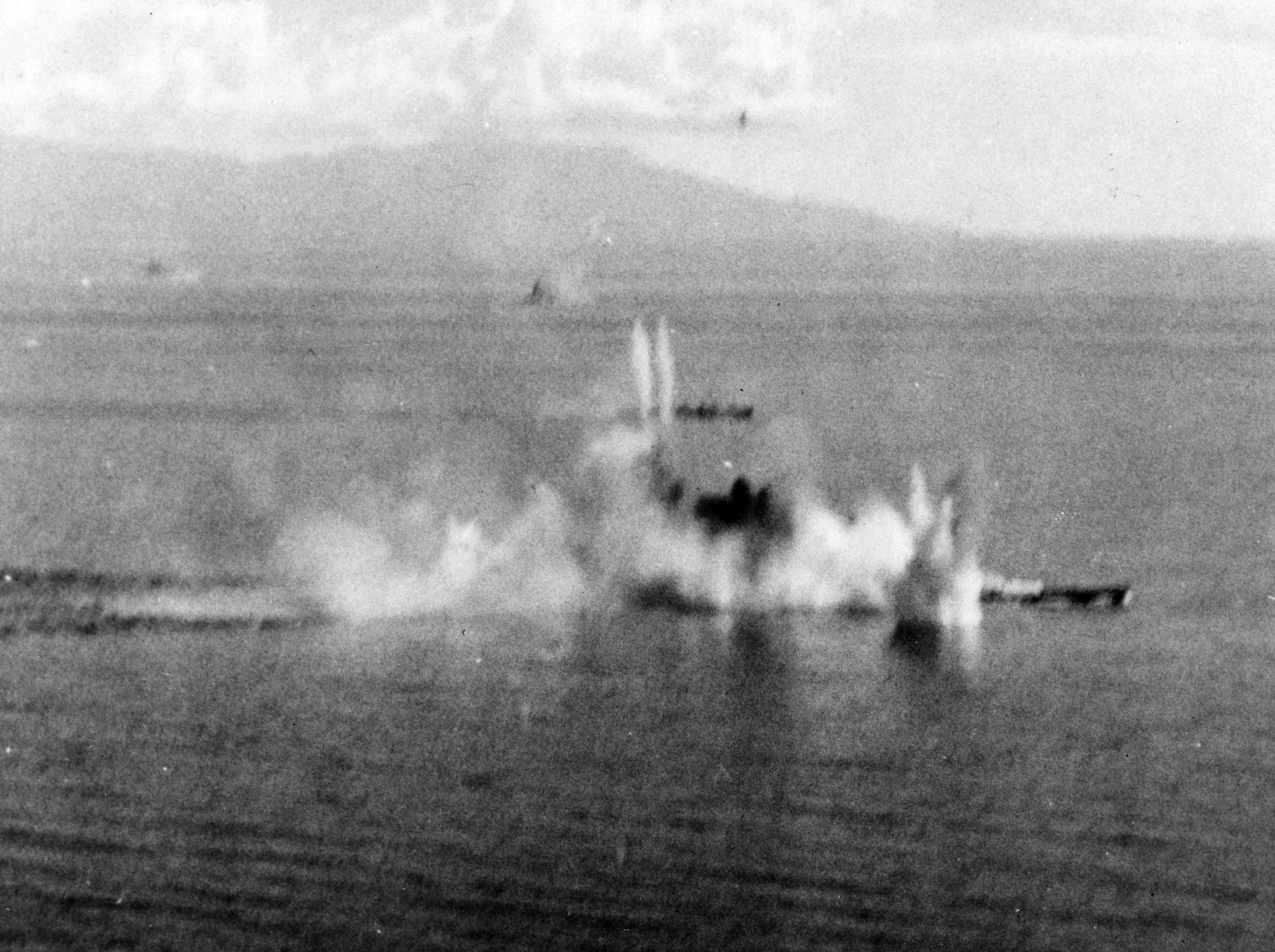
锡布延海战中遭受美军攻击的日軍战舰武藏号，美机发射的一枚鱼雷击中该舰左舷前部，掀起冲天水柱，后方是为其护航的夕雲級驅逐艦清霜号。

10月24日早晨约08:00美軍无畏号航空母舰上的飞机发现栗田舰队已經进入狭窄的锡布延海。哈尔西命令集结第三舰队的三個航空母舰戰鬥群集中攻击栗田的舰队。从无畏号和卡伯特号航空母舰和其它航空母舰上起飞的共260架飞机约于10:30开始不断攻击这支舰队。醒目的大和号和武藏号成为美军主要攻击的目标；武藏号、大和号和长门号中弹，妙高号重巡洋舰负重伤返航。第二波空袭集中在武藏号，它多次被炸弹和鱼雷击中，導致它开始掉队。从约克鎮级航空母舰、企业号航空母舰与富兰克林号航空母舰起飞的第三波飞机共命中武藏号19次（11枚炸弹和8枚鱼雷），在空袭过程中另有数艘轻型舰只受伤。由于日军缺乏航空掩护，15:30栗田下令他的舰队转头开出美軍航空母舰的袭击范围，一直等到17:15，栗田艦隊再次转头开向圣贝纳迪诺海峡；栗田舰队无暇顾及受重伤的武藏号，掉队而遭受集中空袭的武藏号，最后约于19:30倾覆沉没。

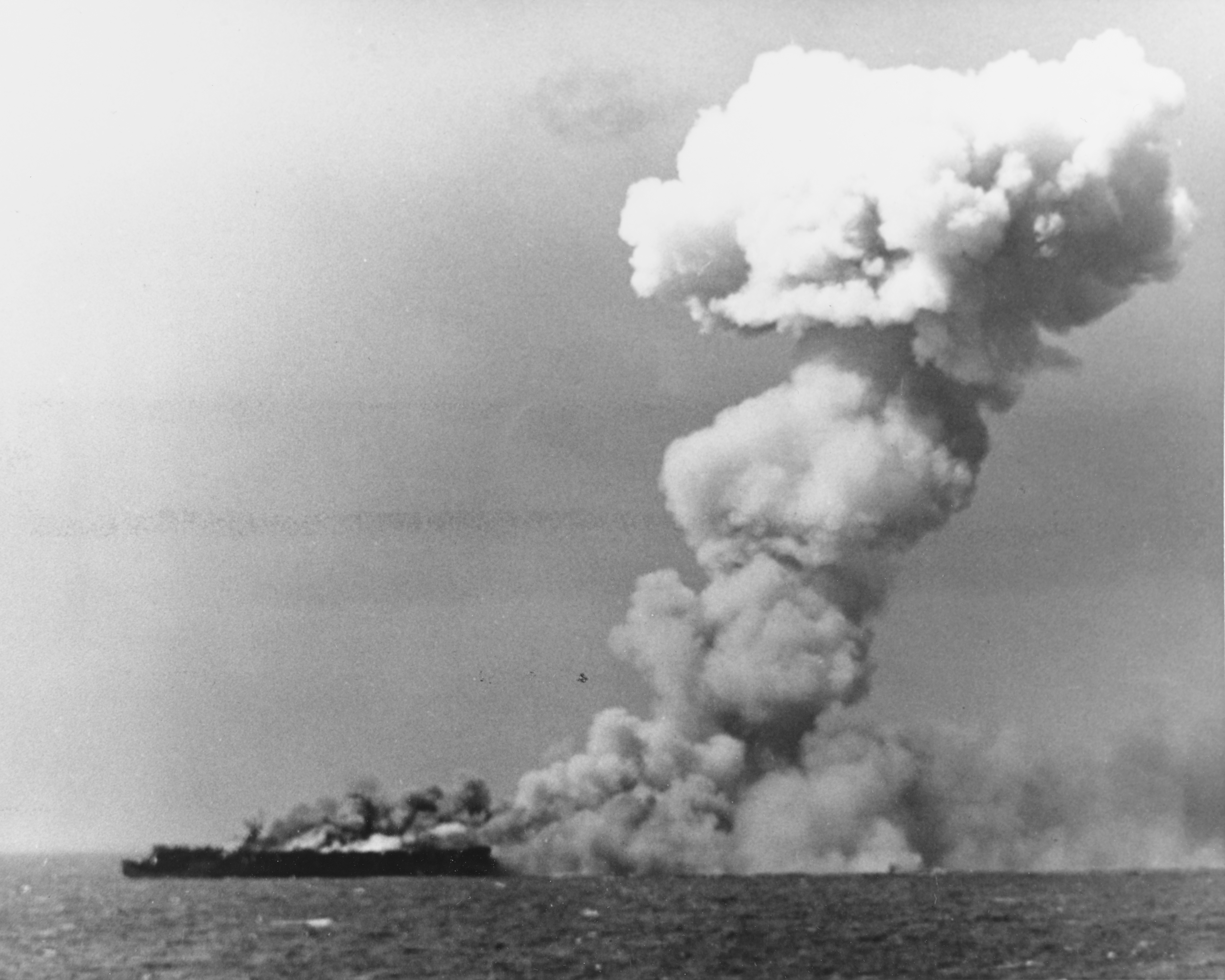
被日军空袭起火沉没的美軍航空母舰普林斯顿号

与此同时，大西泷治郎中将驻吕宋岛的80架飞机袭击了埃塞克斯号、班宁顿号、普林斯顿号和兰利号航空母舰。普林斯顿号被一枚穿甲炸弹击中起火，15:30它的后弹药库爆炸，導致艦上200名水手丧生，旁边参加救火的伯明翰号上也有80人丧命，其它附近船艦也受到损坏；至17:50，普林斯顿号沉没。本來美軍將该航空母艦戰鬥群指派负责朝向北面的警戒任务，但因為戰鬥导致无暇派飞机搜索北方水域，因此至16:35小泽的诱饵舰队才被美军飞机发现。

### 苏里高海战
南路的西村舰队在1944年10月22日出航，由战舰扶桑、山城以及重巡洋舰最上和四艘驱逐舰组成，朝苏禄海苏里高海峡航行。10月24日，该舰队的行踪遭美军38特遣舰队第4索敌群察知；该日9点30分遭企业号与富兰克林号航舰所属约20架舰载机攻击，但只受到微不足道的损伤。
按照原计畫，南路（西村舰队）及中路（栗田舰队）应在进入海峡前就抵达预定地点同时夾击，讓美軍疲於應付四面八方而來的突擊，然而栗田舰队在航行途中遭到耽搁，加上无线电管制，因此西村舰队抵达时，栗田艦隊还在锡布延海，距离莱特岛的海岸还有好几个小时的航程。西村祥治中将最后决定利用其所擅長的夜战來突破美军防线，並預估栗田舰队也能夠及時前來支援。西村艦隊在该日晚上20：13分朝栗田舰队发出电文，表明将在隔日（10月25日）凌晨4点突入莱特湾，不過栗田舰队与联合舰队司令部并未收到此訊息，所以大和号上只纪录「第二遊擊舰队预定在0300时以26节速度突入苏里高海峡」，对西村舰队後續行動的信息毫无所知。
抵达苏录海的不只有西村舰队，还有志摩清英中将率领的第二遊擊舰队。然而两支舰队的指挥官因私交恶劣，因此兩支舰队并没有協調行動，而是各自率领舰队分散进入战场面對嚴陣以待的美軍齊射砲火，这个因私廢公的决定導致了接下来海战的悲剧。

苏里高海峡海战图：日本西村舰队北上中伏遭到歼灭

10月24日深夜，西村的舰队驶过帕纳翁岛，就闯进了美国第七舰队所设置的圈套。杰西·B·奥尔登多夫少将下屬的六艘戰艦（密西西比号、马里兰号、西弗吉尼亚号、田纳西号、加利福尼亚号和宾夕法尼亚号，除了密西西比号以外，其余战舰皆在珍珠港被击沉或重创过，将在这场海战中大复仇。）、八艘巡洋舰、28艘驱逐舰和39艘鱼雷艇已经在海峽北岸严阵以待。要穿过海峡打击登陆军，西村必须通过鱼雷艇施放的鱼雷，闯过两组驱逐舰警戒线，在六艘戰艦以及两队巡洋舰的集中火力下通过海峡，才能到达海峡另一端的登陆地。
02:02，西村舰队率先抵达苏里高峡口，陆续开始受到盟军的攻击，但没有阻止西村舰队的向北前进。
03:00左右，志摩舰队也抵达苏里高峡口準備一同北上，但沒有与西村舰队连络上。
03:09，不断前行的西村舰队受到重创，扶桑号和三艘驱逐舰先后受到鱼雷命中。扶桑号发生爆炸断为两截，但没有立即沉没。
03:50，美舰以一字形横排，戰艦艦砲齊射。而日舰排成一路纵队，只能舰艏朝向美舰，砲擊能力有限，双方队形呈T字战（顯然美军为有利方）。这是太平洋战争中最后一次采用战列线战术的交战，美国当时已经拥有雷达控制火力，美国戰艦可以在日本军舰无法还击的距离上就开火。山城号和最上号不断被美軍戰艦的穿甲砲弹重创。最上号巡洋舰转身逃跑，但因為砲火猛烈丧失了机动能力。山城号于04:19被美軍擊沉。山城号是最后一艘与其它戰艦交战的戰艦，也是少数几艘被其它戰艦击沉的戰艦之一。
04:25，志摩的那智号、足柄号、阿武隈号以及四艘驱逐舰追上西村的已經受到重創的舰队。志摩以为他看到的那两段残片是西村的两艘戰艦的残骸（实际上它们是扶桑号断裂后的两段），看到此景他馬上知道通过海峡是毫无希望的，於是趕緊接收了西村艦隊剩余的船舰，并立刻下令轉向往南撤退。在混乱中他的旗舰那智号与焚烧的最上号相撞，丧失机动能力而落后的最上号之後被美軍飞机击沉。扶桑号于海上漂浮的前半部被一艘美国重巡洋舰击沉，后半部不久后也沉没了。等到清晨，西村艦隊的七艘艦隻中，只有一艘驱逐舰时雨倖存。美軍的追擊後來因為北面終於發現日軍中路力量，而讓這批日本艦隊得以逃脫。

### 恩加尼奥角海战

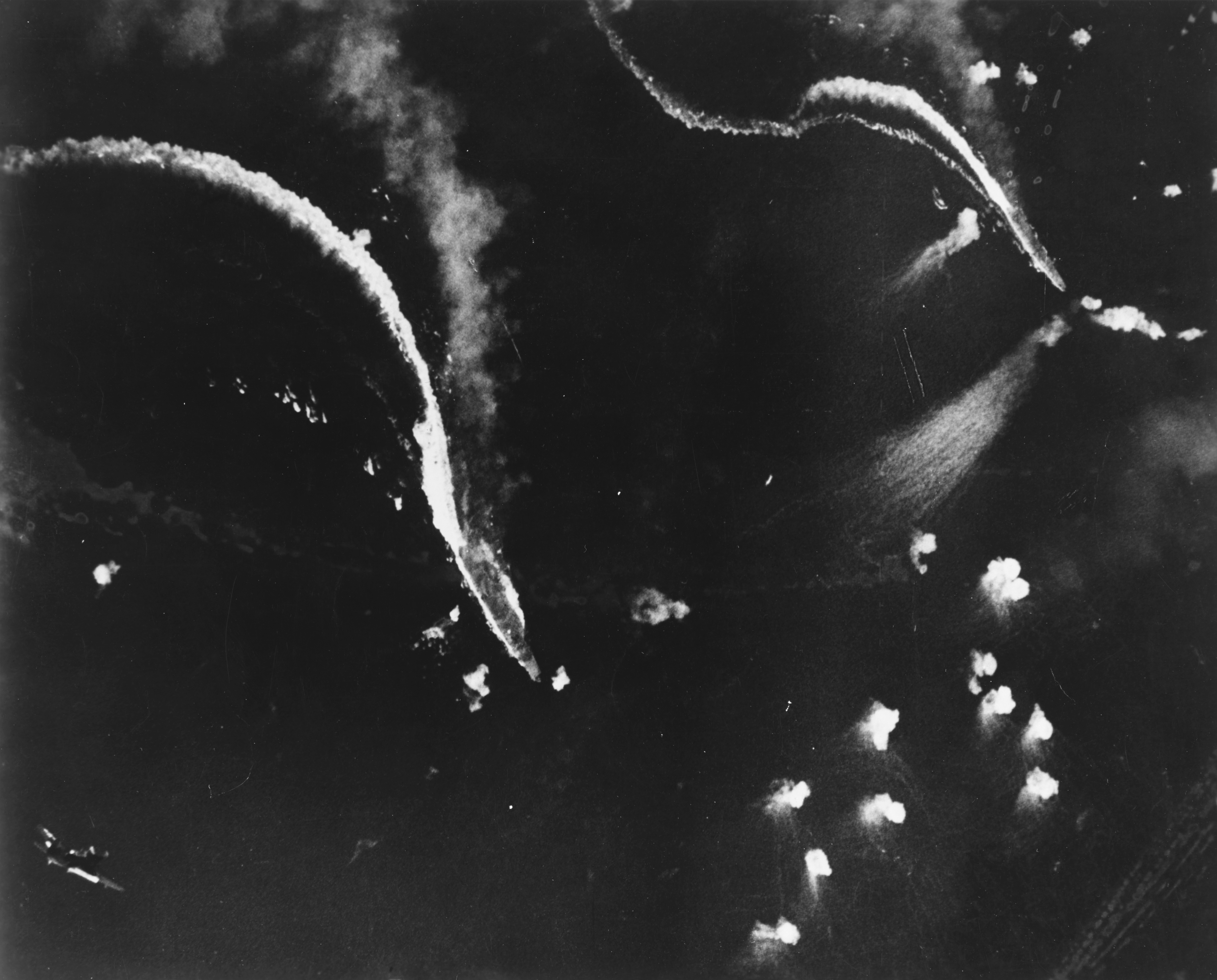
日軍航空母舰瑞鹤号（左）与瑞凤号遭到盟军猛烈空袭

小泽的舰队由4艘航空母舰：瑞鹤号航空母舰、瑞凤号航空母舰、千岁号航空母舰、千代田号航空母舰、2艘由战舰改装的航空战舰伊势号、日向号、3艘巡洋舰多摩、五十铃、大淀和9艘驱逐舰组成，其任务是将盟军的主力航空舰队引走。瑞鹤号是最后一艘参加过珍珠港事件幸存至此的航空母舰。日向号和伊势号的第五、第六号砲塔被拆除，安装了机库、飞行甲板（长度仅70余呎，只能进行整备、起飞作业而无法提供降落所需的滑行距离，舰载机必须转降其它正规航空母舰）和两座飞机弹射器（分别安装于飞行甲板的左前、右前方，因为安装位置对第三、第四号砲塔的射击作业造成妨碍，所以射击时两座弹射器必须向外侧张开至最大角度）。但这两艘航空戰艦都没有攜带飞机，小泽一共只有108架飞机。
一直到1944年10月24日下午16:40，作为诱饵的小泽舰队才被发现。此时美军正在对付來自栗田舰队和吕宋岛的空袭。24日晚小泽截获了一份美軍电报说栗田撤退了（这个消息是错误的），但20:00栗田下令所有舰队继续进攻。
哈尔西看到他有机会消灭日軍在太平洋上的所有航空母舰，这样美軍可以无忧虑地进攻日本本土。哈尔西相信栗田已经在锡布延海战中被击退，因此他於子夜后带领三隊航空母舰和威利斯·李上将的战舰开始追击小泽。（根据哈尔西的命令，为了守卫圣贝纳迪诺海峡而临时编成第34特遣舰队。此命令是个預案，在后来造成理解的混乱。）虽然美軍侦察机发现了栗田开向圣贝纳迪诺海峡，但哈尔西认为金凯德的第七舰队足以对付它，未加理会。
美軍舰队的数量比诸日軍舰队来得多。哈尔西拥有9艘航空母舰（无畏号、大黄蜂号、富兰克林号、班宁顿号、碉堡山号、胡蜂号、汉科克号、企业号、艾塞克斯号）、八艘轻型航空母舰（独立号、普林斯顿号、贝勒伍德号、科本斯号、蒙特利号、兰利号、卡伯特号、圣哈辛托号）、六艘战舰（阿拉巴马号、爱荷华号、麻萨诸塞号、紐泽西号、南达科他号、华盛顿号）、17艘巡洋舰和64艘驱逐舰弗萊徹号等。海爾賽有一千多架飞机，但他在登陆点只配置了几艘護航航空母舰和驱逐舰。哈尔西被小泽的诱饵舰队引诱出来了。
10月25日上午，小泽下令75架飞机起飞攻击美军，但这些飞机没有造成多少损失，大多数飞机被美軍战斗机击落，少数飞往吕宋岛。
哈尔西亲自率领第34特遣舰队的战舰急速前进，准备用大口径舰砲直接去对付位於小泽舰队前卫的战舰，以及在舰载机空袭中掉队的日舰。清晨，在还没有确定日军的精确位置的情况下，美军就起飞了180架飞机。直到07:10侦察机才找到了北路舰队。08:00美军战斗机摧毁了保护小澤舰队的30架日军戰机。美軍开始了不停的空袭，一共出動了857架次；小泽舰队的航空母舰纷纷中弹（千岁号和秋月號驱逐舰沉没，瑞鹤号、千代田号和一艘巡洋舰丧失了机动力）。小泽遂将他的旗舰移至大淀號輕巡洋艦上。
这时萨马岛海上战斗的消息传来。美军登陆部隊的情况紧迫（第7舰队的护航航空母舰因为栗田的舰队突然出现，而不断地发报向哈尔西求援。连坐镇珍珠港的尼米兹也给哈尔西发了一份简短的电报：“第34特遣舰队，在哪里？”，当时根据艾伦·图灵的经验，电报首尾固定格式的内容可被用来破解密码，因此美军已要求在密电首尾加上一些无意义的字符避免出现固定格式，负责电报加密的军官，随意添加了一句“全世界都想知道”，哈尔西的译码军官误以为這也是正文而未加删减，这使得哈尔西怒不可遏，因此又耽误了一個小时的宝贵时间），哈尔西下令南下，他只留下了两个航空母舰大队以及一小支由巡洋舰和驱逐舰组成的舰队来收拾小泽的残余艦隻。
當天下午，在击沉了几艘日軍航空母舰后，空袭集中在两艘日軍航空战舰上，但两舰密集的防空火力有效地抵挡了空袭，用高射砲和喷进砲（防空火箭）击落了多架美軍艦載机。空袭一直到傍晚，小泽舰队作为诱饵的全部航空母舰，还包括一艘巡洋舰、两艘驱逐舰被击沉。这也是海战史上最后的航空母舰对决（即使在福克蘭战争中，英军与阿根廷海军的航空母舰也未发生交战）。“诱敌部队”取得了出色的成功。但通讯混乱也同样发生在日軍方面，小泽发出诱敌成功的电报，栗田却没有收到。這導致栗田後來面對美軍支援部隊時判斷失誤以為是主力部隊，再次使栗田的舰队草草撤退，錯失了襲擊美國登陸部隊的機會。

### 萨马岛海战

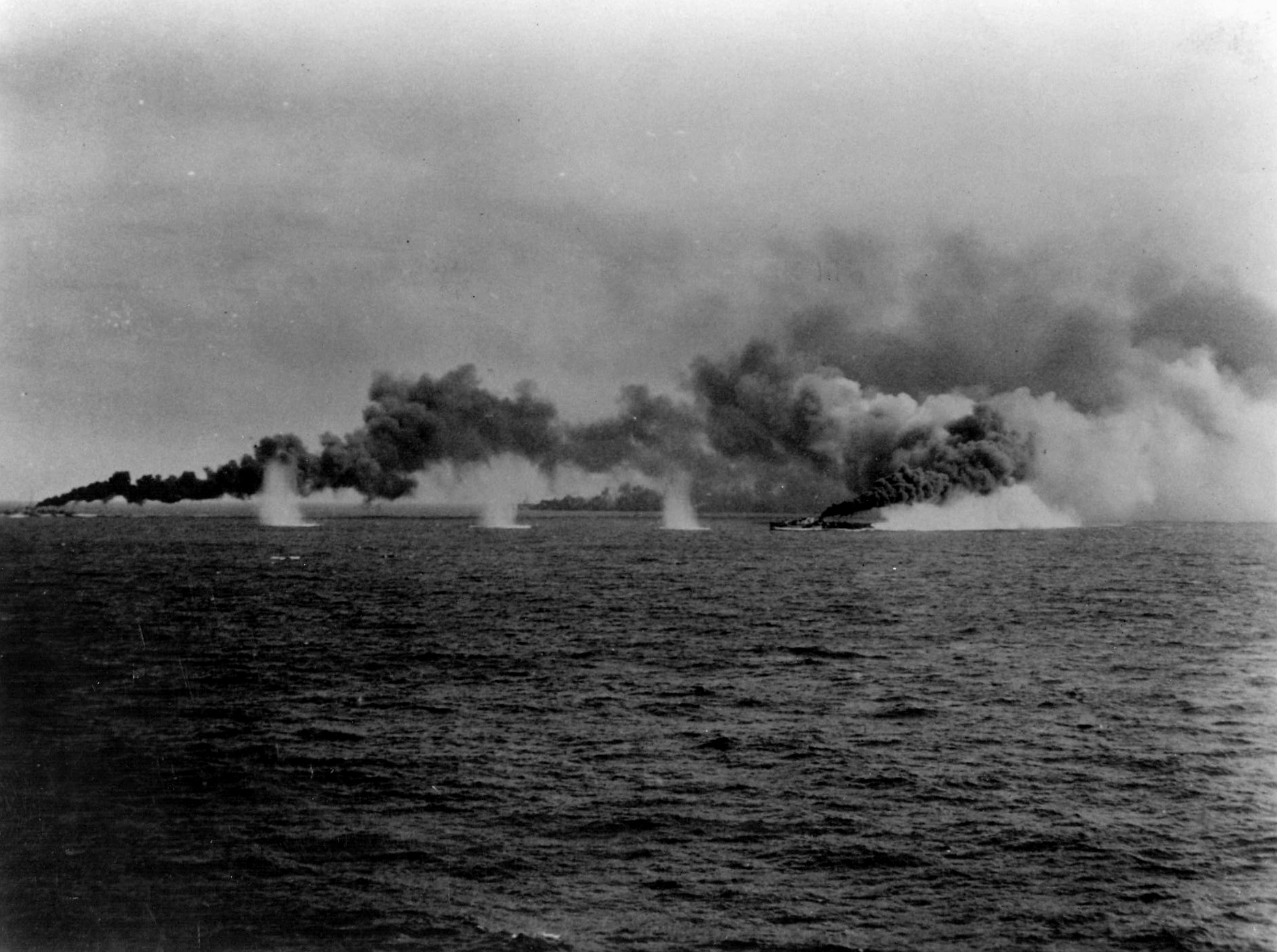
美軍「塔菲3」（Taffy 3）分遣艦隊的驱逐舰冒着日军砲火施放烟幕掩护己方的護航航空母艦群

栗田的舰队于1944年10月25日凌晨进入圣贝纳迪诺海峡，凌晨03:00它们沿萨马岛的海岸向南进发。于黎明时分发现美軍舰队，開始了日軍一度有機會戰勝的萨马岛海战。
此時對手美軍金凯德上将手中虽有77.4護航航空母艦戰鬥群所屬的三支分遣舰队，但这些分遣舰队全部是由护航航空母艦和驱逐舰组成，并不足以对抗栗田舰队；呼号分別为“塔菲1（Taffy 1）、塔菲2（Taffy 2）、塔菲3（Taffy 3）”的三支分遣舰队是支援性艦隊，每支各由6艘护航航空母舰和7至8艘驱逐舰所组成（其中的77.4.1（Taffy 1；塔菲1）分遣艦隊的2艘護航航空母艦，因執行其它任務而不在現場）。虽然總計16艘的护航航空母舰所携带的舰载机共有超过500架的可观兵力，但其主要任务是反潜及对地支援，因此這些艦載機缺乏对舰用的穿甲炸弹及鱼雷。美軍這些航速較慢且裝甲薄弱的护航航空母舰与小型的驱逐舰，在栗田的战舰面前十分脆弱；而金凯德的舰队主力此時位於南面，来不及北上迎击栗田的舰队。

金凯德误以为威利斯·李的战舰还守护在圣贝纳迪诺海峡，因此认定不會有威脅來自該處，但實際上李的舰队已被哈尔西调走前往攻擊小泽的誘餌舰队；因此，当日軍舰队在萨马岛海面出现时，美军大吃一惊。另一方面，哈尔西的舰队主力已经被诱敌战术诱离雷伊泰湾，但是栗田对此却一无所知。栗田误将那些护航航空母舰当作是美軍的主力航空母舰舰队，他还以为整个美軍第三舰队都在他的18吋砲砲口之前。

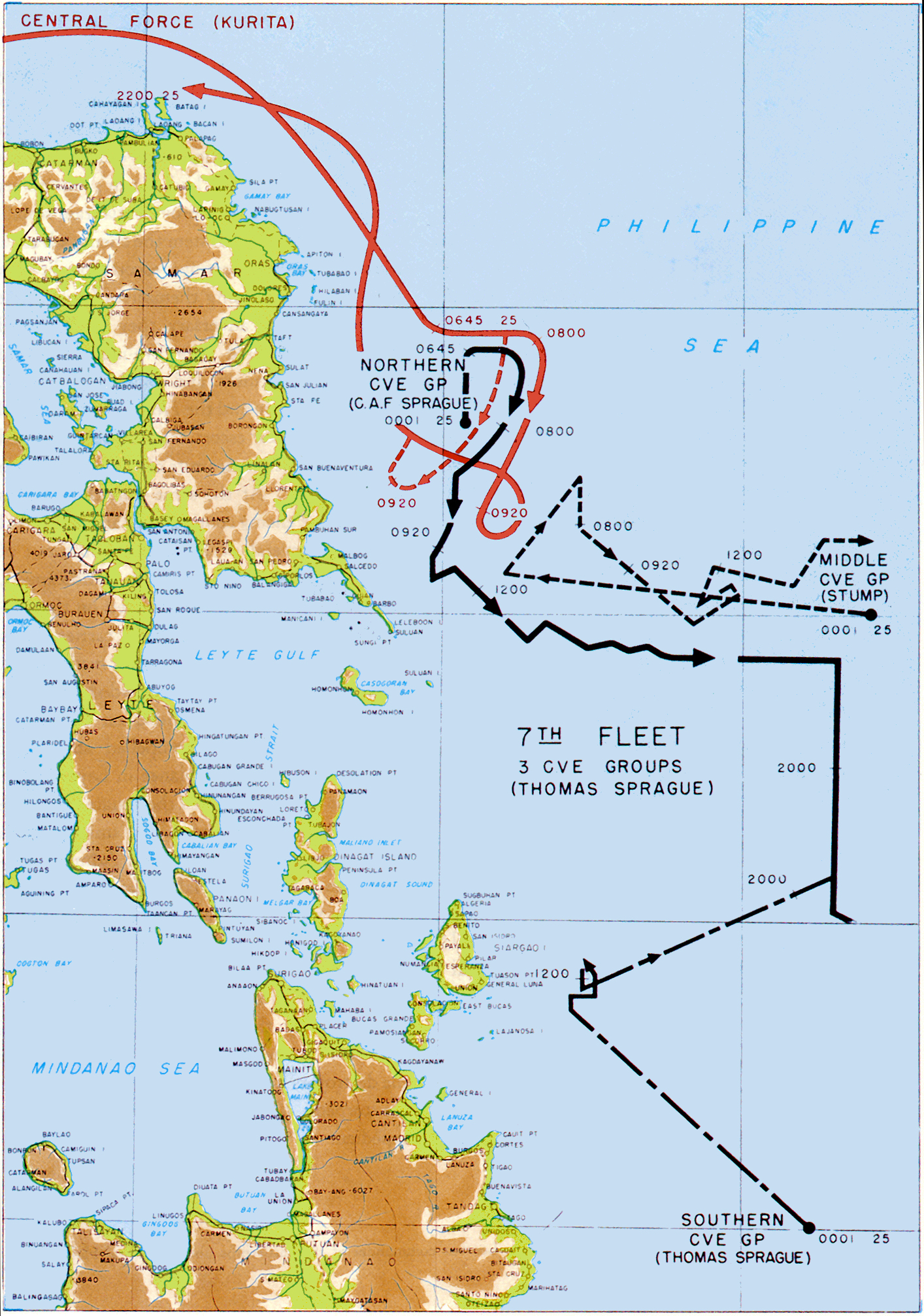
萨马岛之役栗田舰队击沉两艘美军護航航空母舰，日军损失三艘巡洋舰，三艘戰舰受到重创。

栗田舰队的攻击集中在呼号为“塔菲3”（Taffy 3；77.4.3）的分遣舰队上，美軍护航航空母舰立刻向东后撤，而由約翰斯頓號驅逐艦率领的三艘驱逐舰则奮勇迎向為數眾多的日軍舰隊，並在己方护航航空母艦和日軍舰隊之间施放烟雾，希望驱逐舰施放的掩護烟雾与坏天气可以影响日軍火砲的精确度，同时也立即向海爾賽发报请求支援，其情況急迫的程度使得美軍甚至直接用明码发报。美軍驱逐舰不斷骚扰日军舰队，企图分散日軍战舰的注意力来換取时间，这些驱逐舰視死如歸地对日舰发射鱼雷，以干扰並吸引日舰火力，使日軍舰队无法全力攻击美军舰队。为了躲避鱼雷，日舰不得不打散自己的队形；兩枚平行而來的魚雷迫使大和号背向而行，並因躲避來襲的魚雷而暫時无法转向，使其损失了足足十分钟的时间。战斗中，約翰斯頓號发射的鱼雷击中了熊野号，将其舰艏整个炸断，迫使其退出战斗，金刚号也被美軍驱逐舰的舰砲击伤。“塔菲3”（Taffy 3；77.4.3）的三艘美軍驱逐舰約翰斯頓號、霍埃尔号和塞繆爾·B·羅伯茨號最後都被击沉，但它们英勇的表現争取到了时间，足以让美軍護航航空母艦上的飞机整備起飞；很可惜这些美軍艦載機没有时间换装對艦用穿甲炸弹，因此它们只能带着先前已掛载的弹種起飞（有些甚至是深水炸弹）。之後美军護航航空母舰群继续南逃，而日軍战舰的砲弹不断地在它们周围爆炸；美軍护航航空母舰CVE-73甘比爾灣號被日艦击沉，其它則受損。大和号在32,000米处五次跨射美军護航航空母艦白色平原號，创下最远的“动对动”砲擊记录。
由于栗田舰队在尚未完成队形整編的情況下便发动进攻，加上美军驱逐舰将其队形打乱的攻击，導致各战队在广阔的海面上散乱分佈，使栗田無法進行有效的战术指挥。栗田舰队有三艘重巡洋舰被來自海上和空中的集中攻击击沉，栗田遂於09:20下令北转重整队形。然而，暂时躲过栗田舰队攻击的美军护航航空母舰群所遭受的打击尚未结束，又被“神风特攻队”自杀飞机击沉一艘、另两艘遭到重创。
不久，栗田的舰队改变航向，重新驶往雷伊泰湾的預定地點，但就在日軍的作战计畫看似就要成功的时刻，栗田卻又再次北转撤退，這是由於栗田认为美军救援舰队正朝向其舰队而来，因此栗田相信，战役持續的时间越长，他遭到美軍強大空袭的可能性就越高。栗田在不停的空袭之下，先向北而後向西、穿过圣贝纳迪诺海峡離開。業已往返航行300浬的海爾賽第三舰队，於26日的日出後終於也派出舰载机，前去攻擊栗田舰队的脱队舰隻。栗田撤退導致日軍錯失襲擊機會，使美軍大部隊得以登陸成功，造成菲律賓整體防衛戰的決定性失敗，但也有人認為栗田如果堅持達到戰鬥目標，基本上是在航艦猛烈攻擊下執行自殺式犧牲的行動，因此撤退保命並不可恥，在戰後各方還有諸多爭議。
栗田舰队在戰鬥結束後，殘存的长门号、金刚号和榛名号遭受重创，其中金刚号在向日本返航途中，於台湾基隆北方的海域被美军潜艦击沉，不过由于该舰队已驶离战场，所以金刚号的损失通常不被列入雷伊泰湾海战的美军战果。栗田率領五艘战舰进入战场，当他回到日本时，仅剩大和号还具备作战能力。

## 战斗序列

### 日本联合舰队方面

#### 第二舰队
司令长官：栗田健男中将　参谋长：小柳富次少将　总旗舰：重巡洋舰爱宕（战沉）→战列舰大和

##### 第一遊擊部队第一部队
（与第二部队合称栗田舰队）
- 第一战队：司令官：宇垣缠中将 战列舰：大和（海战后总旗舰）、武藏、长门
- 第四战队：司令长官（栗田健男）直接统率  重巡洋舰：爱宕（海战前总旗舰）、高雄、摩耶、鸟海
- 第五战队：司令官：桥本信太郎（日语：桥本信太郎）少将 重巡洋舰：妙高、羽黑
- 第二水雷战队：司令官：早川幹夫（日语：早川幹夫）少将 轻巡洋舰：能代。
  - 第二驱逐队：司令：白石长义大佐 驱逐舰：早霜（日语：早霜 (駆逐艦)）、秋霜（日语：秋霜 (駆逐艦)）。
  - 第三十一驱逐队（日语：第三十一戦隊）：司令：福冈徳治郎大佐 驱逐舰：岸波（日语：岸波 (駆逐艦)）、沖波（日语：沖波 (駆逐艦)）、朝霜（日语：朝霜 (駆逐艦)）、长波（日语：長波 (駆逐艦)）。
  - 第三十二驱逐队：司令：大岛一太郎大佐 驱逐舰：滨波（日语：浜波 (駆逐艦)）、藤波、岛风。

##### 第一遊擊部队第二部队
- 第三战队：司令官：铃木义尾（日语：鈴木義尾）中将 战舰：金刚、榛名
- 第七战队：司令官：白石万隆（日语：白石万隆）少将 重巡洋舰：铃谷、熊野、利根、筑摩
- 第十战队：司令官：木村进（日语：木村進 (海軍軍人)）少将 轻巡洋舰：矢矧
  - 第十七驱逐队：司令：谷井保大佐 驱逐舰：浦风（日语：浦風 (陽炎型駆逐艦)）、矶风、雪风、滨风、清霜、野分

##### 第一游击部队第三部队（西村舰队）
- 第二战队：司令官：西村祥治（日语：西村祥治）中将 †　战列舰：扶桑、山城（旗舰）、重巡洋舰：最上
  - 第四驱逐队：驱逐舰：山雲（日语：山雲 (駆逐艦)）、滿潮（日语：満潮 (駆逐艦)）、朝雲（日语：朝雲 (駆逐艦)）
  - 第二十七驱逐队：驱逐舰：时雨

（本队完全没有空中掩护支持）

#### 第三舰队（诱饵部队）（小泽舰队）
司令长官：小泽治三郎中将　参谋长：大林末雄少将　
旗舰：航空母舰瑞鹤（战沉）→轻巡洋舰大淀
本队：
- 第三航空战队：司令长官直率  航空母舰：瑞鹤。轻型航空母舰：千代田、千岁、瑞凤
- 第四航空战队：司令官：松田千秋少将　战舰：伊势、日向

巡洋舰舰队：司令官：多摩舰长山本岩多大佐指挥  轻巡洋舰：多摩、五十铃
- 第一驱逐连队：司令官：江户兵太郎少将  轻巡洋舰：大淀　驱逐舰：槙（日语：槇 (松型駆逐艦)）、杉（日语：杉 (松型駆逐艦)）、桐（日语：桐 (松型駆逐艦)）、桑（日语：桑 (松型駆逐艦)）
- 第二驱逐连队： 
  - 第六十一驱逐队：初月（日语：初月 (駆逐艦)）、若月（日语：若月 (駆逐艦)）、秋月　
  - 第四十一驱逐队：霜月（日语：霜月 (駆逐艦)）

#### 第五基地航空部队
第一航空舰队　司令长官：大西泷治郎中将
- 第一五三航空队（日语：第一五三海軍航空隊）
- 第二〇一航空队（日语：第二〇一海軍航空隊）
- 第七六一航空队（日语：第七六一海軍航空隊）
- 第一〇二一航空队

#### 南西方面舰队
司令长官：三川军一中将　参谋长：西尾秀彦少将
第二遊擊部队（志摩舰队）
司令长官：志摩清英中将　参谋长：松元毅少将
旗舰：那智
重巡洋舰：那智、足柄
轻巡洋舰：阿武隈
驱逐舰：曙、潮、不知火、霞
(本队完全没有空中掩护支持)

### 盟军与美国太平洋舰队方面

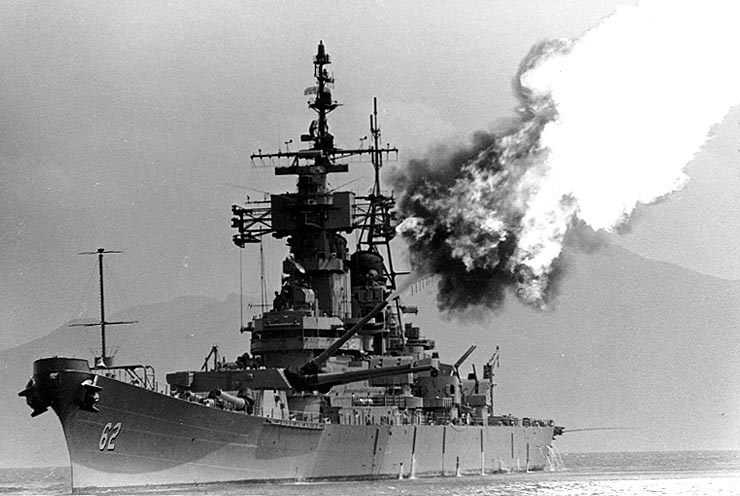
雷伊泰湾海战美军总旗舰纽泽西号。此照摄于1969年

- 太平洋舰队司令官：尼米兹上将（驻檀香山）
- 第三舰队司令官：威廉·哈尔西上将  
  - 总旗舰：战舰紐泽西号（爱荷华级战舰）

#### 第三舰队第38航空母舰特遣艦队
旗舰：航空母舰列星頓號 (CV-16)（继承珊瑚海海战被击沉的列星頓號 (CV-2)）
- 第一战斗群：旗舰：航空母舰大黄蜂号 (CV-12)（继承圣克鲁斯群岛战役被击沉的大黄蜂号 (CV-8)）
  - 航空母舰：大黄蜂号、胡蜂号 (CV-18)（继承被伊19潜艇击沉的胡蜂号 (CV-7)）、汉考克号（Hancock CV-19）　
  - 轻型航空母艦：科本斯号（CVL-25）、蒙特利号（CVL-26）　
  - 重巡洋舰4艘、轻巡洋舰2艘、驱逐舰14艘
- 第二战斗群：旗舰：航空母舰无畏号（Intrepid CV-11）
  - 航空母舰：无畏号（Intrepid CV-11）、碉堡山号（Bunker Hill CV-17）
  - 轻型航空母舰：独立号（Independence CVL-22）、卡伯特号（Cabot CVL-28）
  - 战舰：爱荷华号（Iowa BB-61）、纽泽西号（New Jersey BB-62，兼总旗舰）
  - 轻巡洋舰3艘、驱逐舰16艘
- 第三战斗群：旗舰：航空母舰艾塞克斯号（Essex CV-9）
  - 航空母舰：列星頓號（Lexington CV-16）、艾塞克斯号（Essex CV-9）
  - 轻型航空母舰：普林斯顿号（Princeton CVL-23）、兰利号（Langley,CVL-27）　
  - 战舰：华盛顿号（Washington BB-56）、麻萨诸塞号（Massachusetts BB-59）、南达科他号（South Dakota BB-57）、阿拉巴马号（Alabama BB-60）
  - 轻巡洋舰4艘、驱逐舰13艘
- 第四战斗群：旗舰：航空母舰富兰克林号（Franklin CV-13）
  - 航空母舰：富兰克林号（Franklin CV-13）、企业号（Enterprise CV-6）
  - 轻型航空母舰：贝劳伍德号（Belleau Wood CVL-24）、圣哈辛托号（San Jacinto CVL-30）
  - 重巡洋舰2艘、驱逐舰15艘

#### 第三舰队第34快速战舰特遣艦队
由第38航空母艦特遣舰队抽出一部编成
- 指挥官：威利斯·李中将
  - 战舰6艘：紐泽西號、爱荷华號、华盛顿號、阿拉巴马號、麻萨诸塞號、南达科塔號
  - 巡洋舰2艘
  - 重巡洋舰5艘
  - 驱逐舰17艘
- TG34.5
  - 战舰2艘：紐泽西號、爱荷华號
  - 轻巡洋舰3艘
  - 驱逐舰9艘

#### 潜艦舰队
潜艦9艘

#### 第七舰队及皇家澳洲海军TF77
- 第七舰队南西太平洋方面军指挥官：托马斯·金凯德中将
  - 旗舰：战舰华盛顿号（战役时是第三舰队的其中一艘战舰）
- TG77.1
  - 两栖指挥舰1艘：瓦萨奇（Wasatch AGC-9）
  - 驱逐舰3艘
  - 鱼雷艇39艘（3大队・13个小队）
- 火砲支援群、中央舰队TG77.2：
- 指挥官：奥登多夫少将（RAdm Jesse B. Oldendorf）
  - 战舰：密西西比号、马里兰号、西維吉尼亚号、田纳西号、加利福尼亚号、宾夕法尼亚号
  - 驱逐舰6艘　
  - 左翼舰队：
    - 重巡洋舰3艘、轻巡洋舰2艘
    - 第56驱逐舰队：驱逐舰9艘　

  - 右翼舰队：
    - 重巡洋舰1艘、轻巡洋舰2艘
    - 第24驱逐舰队：驱逐舰6艘　
    - 第54驱逐舰队：驱逐舰7艘
- TG77.3
  - 重巡洋舰1艘
  - 轻巡洋舰2艘
  - 驱逐舰9艘
- 护航航空母舰战斗群TG77.4
- 第一分遣舰队TU77.4.1（呼叫代號：Taffy 1）
  - 护航航空母艦6艘（其中2艘因執行其它任務而不在戰場）
  - 驱逐舰3艘
  - 护航驱逐舰5艘
- 第二分遣舰队TU77.4.2（呼叫代號：Taffy 2）
  - 护航航空母艦6艘
  - 驱逐舰3艘
  - 护航驱逐舰5艘
- 第三分遣舰队TU77.4.3（呼叫代號：Taffy 3）
  - 护航航空母舰6艘　
  - 驱逐舰3艘
  - 护航驱逐舰4艘

## 结局

### 对联合舰队的打击

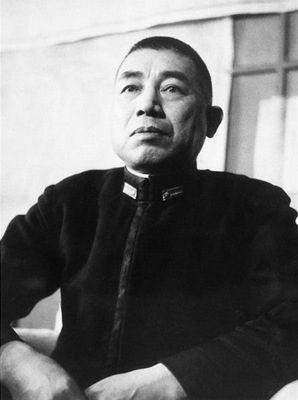
因战况无望而组织神风特攻队的日本海军中将大西泷治郎

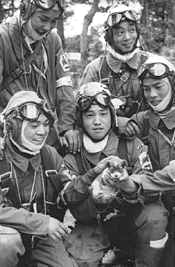
出击前的神风特攻队队员们与小狗

莱特湾海战后，盟军确保了美国第六军团的登陆点，将日本的资源输送本土命脉完全阻断。在此后更艰苦的莱特岛战役中美军一直到1944年12月末才完全控制了该岛。
这场海战彻底消灭了日本海军最后的力量，为1945年琉球群岛的战役奠下了基础。日本此后唯一比较大的海军行动是1945年4月的天号作战（菊水特攻）和1945年4月7日的坊之岬海战。
海战末期，据守菲律宾北部空军基地的日本海军大西泷治郎中将批准了神风特攻队向莱特湾内的盟军舰队发动自杀性攻击。1944年10月25日澳大利亚皇家海军澳大利亚号重巡洋舰再次重創，不得不退出战场修复。美国护卫航空母舰一艘被沉，五艘被伤。

### 对哈尔西的批评

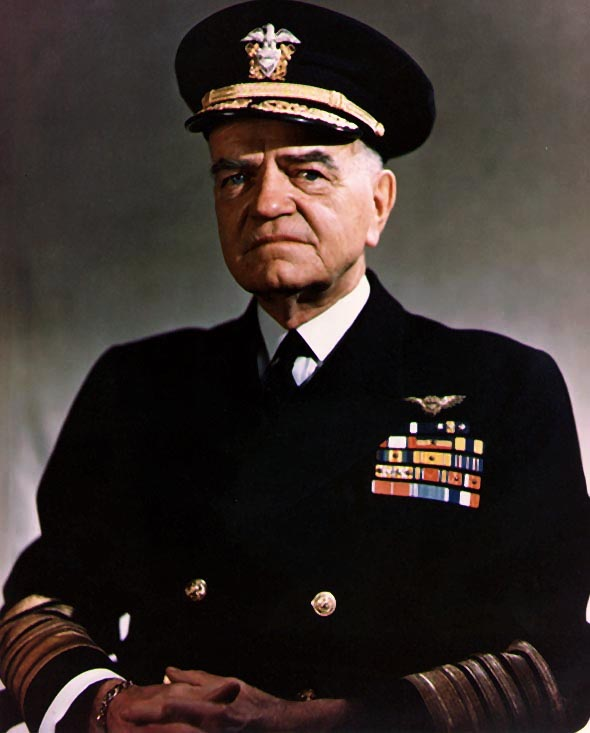
战役盟军指挥官美國海军上将哈尔西晚年留影

哈尔西因为带走了威利斯·李的战舰去追逐小泽的航空母舰，以及在收到金凯德的第一次求援后，没有立刻将这些战舰派回而遭受批评。战后他这样解释他的决定：
|  | 我軍航空母舰上的飞机在10月24日下午发现了日本的北路航空母舰，这样一来敌军所有的海军舰队都被发现了。对我来说坐守在圣贝纳迪诺海峡是可笑的。我在晚间集中了我的力量，在清晨对北路舰队發動攻擊。我以为中路舰队在锡布延海已被重创，对第七舰队不再是严重的威胁了。 |

在萨马島海面的美军指挥官克利夫頓·斯普拉格上将对此提出質疑：
|  | 我们没有接到任何情报说北边的入口已无人防守，因此我们以为北翼是毫无危险的。 |

海军历史学家萨缪尔．莫里森评论说：
|  | 假如李的战舰在收到金凯德的求援后立刻返回的话，假如他们没有耗费两个半小时多的时间在等驱逐舰加油的话，那么在当时海军最有经验的李指挥下，六艘现代的战舰战线可以及时到达圣贝纳迪诺海峡去对付栗田的中路舰队……虽然海军作战总有意外，但我们完全有理由设想李可以摧毁栗田的中路舰队。 |

## 外部链接

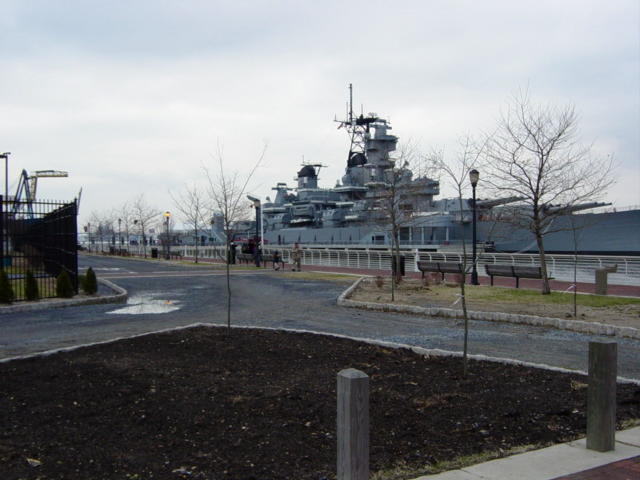
战役旗舰新泽西号于1999年成为浮动博物馆，退出现役。

## 备注
1. ↑  1916年5月31日第一次世界大战中發生於斯卡格拉克海峡的日德蘭半島海戰，英德兩國海軍投入軍艦總噸位约190萬噸，稍不及雷伊泰灣海戰的206萬噸，前者為戰艦（無畏艦）時代最大的海戰。
2. ↑  Woodward（2007年）
3. ↑  Fuller（1956年）
4. ↑  Morison（1958年），第148,244页
5. ↑  .   [2019-12-15]. （原始内容存档于2010-04-10）.
6. ↑  Morison（1958年），第191页
7. ↑  . 丸 (潮书房). 2008年12月: 94页 （日语）.
8. ↑  Morison（1958年），第193页
9. ↑  Morison（1958年），第293页
10. ↑  Morison（1958年），第330页